# Hawaii Five-O
Hawaii Five-O (en español, Hawái Cinco-Cero) es una serie televisiva estadounidense producida por CBS y Leonard Freeman, con escenas en Hawái, que se emitió durante 12 temporadas entre 1968 y 1980. El tema musical compuesto por Morton Stevens se hizo muy popular. 
Jack Lord fue el protagonista principal de la serie, en el papel del inspector Steve McGarrett.

## Argumento
La cadena de televisión CBS produjo Hawaii Five-O, que se emitió desde el 20 de septiembre de 1968 hasta el 5 de abril de 1980. El programa continúa transmitiéndose en sindicación en todo el mundo. Creado por Leonard Freeman, Hawaii Five-O fue filmado en Honolulu, Hawaii, y en toda la isla de Oahu y otras islas hawaianas, con filmaciones ocasionales en lugares como Los Ángeles, Singapur y Hong Kong.

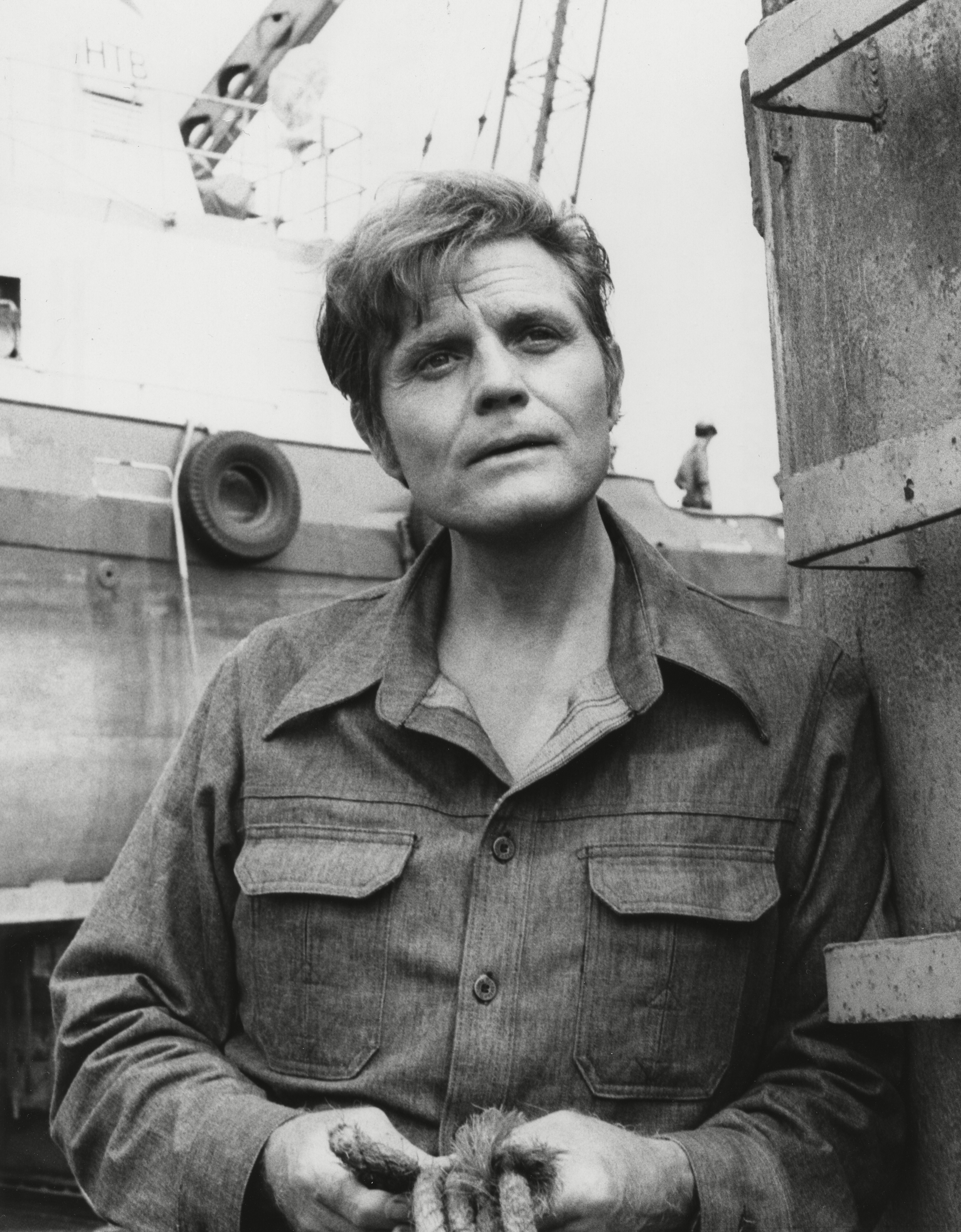
Jack Lord interpretó a Steve McGarrett.

El programa se centra en una fuerza policial estatal ficticia dirigida por el exoficial de la marina estadounidense Steve McGarrett (interpretado por Jack Lord), un capitán de detectives, nombrado por el gobernador, Paul Jameson. En el programa, McGarrett supervisa a los oficiales de la policía estatal: el joven Danny Williams, el veterano Chin Ho Kelly y Kono Kalakaua de la temporada uno a cuatro. El oficial del Departamento de Policía de Honolulu, Duke Lukela, se unió al equipo como un habitual, al igual que Ben Kokua, quien reemplazó a Kono a partir de la temporada cinco. Ocasionalmente, el equipo Five-O de McGarrett recibe asistencia de otros oficiales, según sea necesario: Douglas Mossman como Det. Frank Kamana, P.O. Sandi Wells (Amanda McBroom), médico forense Doc Bergman (Al Eben), especialista forense Che Fong (Harry Endo), y una secretaria. El primer secretario fue May, luego Jenny y luego Malia, Lani y Luana.
El equipo de Five-O consta de tres a cinco miembros (pequeño para una unidad de policía real), y se presenta como ocupando un conjunto de oficinas en el Palacio de Iolani. Five-O carece de su propia red de radio, lo que requiere frecuentes solicitudes de McGarrett a los despachadores del Departamento de Policía de Honolulu.
Durante 12 temporadas, McGarrett y su equipo persiguieron a agentes secretos internacionales, delincuentes y sindicatos del crimen organizado que plagan las islas de Hawái. Con la ayuda del fiscal de distrito y luego del fiscal general de Hawái, John Manicote, McGarrett logra enviar a la mayoría de sus enemigos a prisión. Un tal sindicato del crimen fue dirigido por el patriarca de la familia del crimen, Honore Vashon, un personaje introducido en la quinta temporada. Otros delincuentes y jefes del crimen organizado en las islas fueron interpretados por actores como Ricardo Montalbán, Gavin MacLeod y Ross Martin como Tony Alika.
Para la temporada 12 y final, el habitual de la serie James MacArthur había abandonado el programa (en 1996, admitió que se había cansado del papel y quería hacer otras cosas), al igual que Kam Fong. A diferencia de otros personajes antes que él, el personaje de Fong, Chin Ho, a petición de Fong, fue asesinado, asesinado mientras trabajaba en secreto para exponer un anillo de protección en Chinatown en el último episodio de la temporada 10. Nuevos personajes Jim 'Kimo' Carew (William Smith), Lori Wilson (Sharon Farrell) y Truck (Moe Keale) se presentaron en la temporada 12 junto con el regreso del personaje regular Duke Lukela. 
La mayoría de los episodios de Hawaii Five-O terminaron con el arresto de criminales y McGarrett rompiendo "Book 'em". Ocasionalmente, se agregó la ofensa después de esta frase, por ejemplo, "Reservarlos, asesinar a uno". En muchos episodios, esto fue dirigido a Danny Williams y se convirtió en el eslogan de McGarrett: "Book 'em, Danno".
El peinado despeinado e inmaculado de McGarrett, así como su tendencia a usar un traje oscuro y una corbata en todas las ocasiones posibles (poco común en las islas), entró rápidamente en la cultura popular. Mientras que los otros miembros de Five-O "vestían el continente" la mayor parte del tiempo, también usaban estilos locales, como la ubicua camisa de Aloha.
En muchos episodios (incluido el piloto), McGarrett se ve arrastrado al mundo del espionaje internacional y la inteligencia nacional. La némesis de McGarrett es un oficial de inteligencia deshonesto de la República Popular China llamado Wo Fat. El agente canalla comunista fue interpretado por el veterano actor Khigh Dhiegh. En el episodio final del programa en 1980, titulado "Woe to Wo Fat", McGarrett finalmente ve a su enemigo ir a la cárcel. 
A diferencia del reinicio, la acción del programa y la narración directa dejaron poco tiempo para las historias personales con esposas o novias, aunque una historia de dos partes en la primera temporada trató sobre la pérdida del bebé de la hermana de McGarrett. Ocasionalmente, un espectáculo se reflejaba en los años más jóvenes de McGarrett o en una figura romántica.
En el episodio "Número uno con una bala, Parte 2", McGarrett le dice a un criminal: "Fue un bastardo como tú quien mató a mi padre". Su padre de 42 años había sido atropellado y asesinado por alguien que acababa de detener un supermercado. Debido a que Steve McGarrett también es un comandante en la Reserva Naval, a veces usa sus recursos para ayudar a investigar y resolver crímenes. De ahí que los créditos finales de algunos episodios mencionen la Reserva Naval. Un episodio de 1975 con la tía de Danno, interpretada por Helen Hayes, la madre de MacArthur, proporcionó un poco de la historia de Williams.

## Episodios
| Temporada | Temporada | Episodios | Episodios | Originalmente transmitido | Originalmente transmitido | Nielsen Ratings | Nielsen Ratings     |
| Temporada | Temporada | Episodios | Episodios | Primera emisión           | Última transmisión        | Rango           | Índice de audiencia |
| --------- | --------- | --------- | --------- | ------------------------- | ------------------------- | --------------- | ------------------- |
|           | 1         | 24        | 24        | 26 de septiembre de 1968  | 19 de marzo de 1969       | N/A             | N/A                 |
|           | 2         | 25        | 25        | 24 de septiembre de 1969  | 11 de marzo de 1970       | 19              | 21.1                |
|           | 3         | 24        | 24        | 16 de septiembre de 1970  | 10 de marzo de 1971       | 7               | 25.0                |
|           | 4         | 24        | 24        | 14 de septiembre de 1971  | 7 de marzo de 1972        | 12              | 23.6                |
|           | 5         | 24        | 24        | 12 de septiembre de 1972  | 13 de marzo de 1973       | 3               | 25.2                |
|           | 6         | 24        | 24        | 11 de septiembre de 1973  | 26 de febrero de 1974     | 5               | 24.0                |
|           | 7         | 24        | 24        | 10 de septiembre de 1974  | 25 de marzo de 1975       | 10              | 24.8                |
|           | 8         | 23        | 23        | 12 de septiembre de 1975  | 4 de marzo de 1976        | N/A             | N/A                 |
|           | 9         | 23        | 23        | 30 de septiembre de 1976  | 5 de mayo de 1977         | 18              | 21.9                |
|           | 10        | 24        | 24        | 15 de septiembre de 1977  | 4 de mayo de 1978         | 23              | 20.4                |
|           | 11        | 21        | 21        | 28 de septiembre de 1978  | 5 de abril de 1979        | N/A             | N/A                 |
|           | 12        | 19        | 19        | 4 de octubre de 1979      | 5 de abril de 1980        | N/A             | N/A                 |

## Personajes

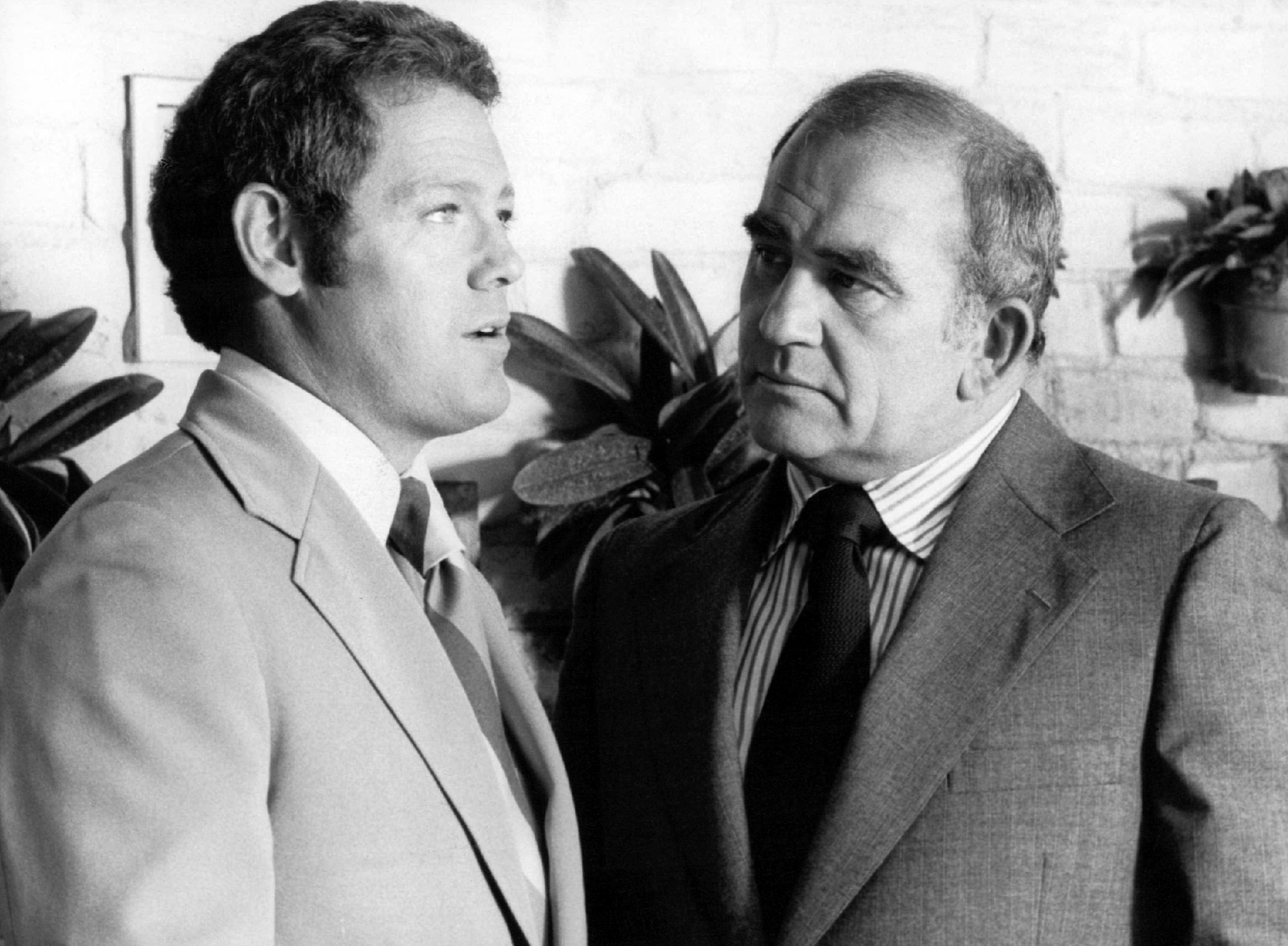
James MacArthur (izq.) como el detective Danno Williams.

| Nombre                 | Actuado por      | Ocupación                                                   | Temporadas | Temporadas | Temporadas | Temporadas | Temporadas | Temporadas | Temporadas | Temporadas | Temporadas | Temporadas | Temporadas | Temporadas |
| Nombre                 | Actuado por      | Ocupación                                                   | 1          | 2          | 3          | 4          | 5          | 6          | 7          | 8          | 9          | 10         | 11         | 12         |
| ---------------------- | ---------------- | ----------------------------------------------------------- | ---------- | ---------- | ---------- | ---------- | ---------- | ---------- | ---------- | ---------- | ---------- | ---------- | ---------- | ---------- |
| Steve McGarrett        | Jack Lord        | Comandante, Fuerza Cinco-O                                  | Principal  | Principal  | Principal  | Principal  | Principal  | Principal  | Principal  | Principal  | Principal  | Principal  | Principal  | Principal  |
| Danny "Danno" Williams | James MacArthur  | Detective Sargento, Fuerza Cinco-O; Teniente Fuerza Cinco-O | Principal  | Principal  | Principal  | Principal  | Principal  | Principal  | Principal  | Principal  | Principal  | Principal  | Principal  |            |
| Chin Ho Kelly          | Kam Fong         | Detective, Cinco-O                                          | Principal  | Principal  | Principal  | Principal  | Principal  | Principal  | Principal  | Principal  | Principal  | Principal  |            |            |
| Kono Kalakaua          | Zulu             | Detective, Cinco-O                                          | Principal  | Principal  | Principal  | Principal  |            |            |            |            |            |            |            |            |
| Paul Jemeson           | Richard Denning  | Gobernador                                                  | Principal  | Principal  | Principal  | Principal  | Principal  | Principal  | Principal  | Principal  | Principal  | Principal  | Principal  | Principal  |
| May                    | Maggi Parker     | Secretaria                                                  | Principal  |            |            |            |            |            |            |            |            |            |            |            |
| Jenny Sherman          | Peggy Ryan       | Secretaria                                                  |            | Principal  | Principal  | Principal  | Principal  | Principal  | Principal  | Principal  |            |            |            |            |
| John Manicote          | Glenn Cannon     | Fiscal general                                              |            |            |            | Principal  | Principal  | Principal  | Principal  | Principal  | Principal  |            |            |            |
| Duke Lukela            | Herman Wedemeyer | Sargento, HPD; Detective, Cinco-O                           |            |            |            |            | Principal  | Principal  | Principal  | Principal  | Principal  | Principal  | Principal  | Principal  |
| Nick Kellog            | Danny Kamekona   | Sargento, HPD; Sargento, Cinco-O                            |            |            |            |            | Principal  | Principal  | Principal  |            |            |            |            | Principal  |
| Ben Kokua              | Al Harrington    | Detective                                                   |            |            |            |            | Principal  | Principal  | Principal  |            |            |            |            |            |
| Frank Kamana           | Douglas Mossman  | Detective                                                   |            |            |            |            |            |            | Principal  |            |            |            |            |            |
| Sandi Wells            | Amanda McBroom   | Oficial de policía                                          |            |            |            |            |            |            |            | Principal  |            |            |            |            |
| James Carew            | William Smith    | Detective                                                   |            |            |            |            |            |            |            |            |            |            |            | Principal  |
| Lori Wilson            | Sharon Farrell   | Detective                                                   |            |            |            |            |            |            |            |            |            |            |            | Principal  |
| Truck Kealoha          | Moe Keale        | Detective                                                   |            |            |            |            |            |            |            |            |            |            |            | Principal  |

### Recurrentes
- Wo Fat (Khigh Dhiegh en el piloto, y ocasionalmente a través de la serie, incluido el episodio final ), Agente de inteligencia chino y cerebro criminal
- Che Fong (Harry Endo), especialista forense
- Joey Lee (Brian Tochi), el exlíder de una pandilla se convirtió en informante encubierto para McGarrett
- Doc Bergman (Al Eben), médico forense
- Teniente Kealoha & Lealoha (Douglas Mossman; temporada 1)

- Jonathan Kaye (del Departamento de Estado) (James Gregory (piloto), Joseph Sirola; temporada 2–5), Robert Dixon ("Para matar o ser asesinado", temporada 3), Tim O'Connor ("The Ninety-Second War ", temporada 4), Bill Edwards; temporadas 6–9), y Lyle Bettger; temporada 10)
- "Doc" (nombre completo nunca usado) (Newell Tarrant; temporada 1, Robert Brilliande y Ted Thorpe; temporada 2), Robert Costa; temporada 3)
- Che Fong (Danny Kamekona; temporadas 1 y 2)
- Luana (Laura Sode; temporadas 10-12)
- El procurador general Walter Stewart (Morgan White; temporada 1)
- Mildred (Peggy Ryan; temporada 1)
- Dr. Grant Ormsbee (Pat Hingle; temporadas 8 y 9)
- Dr. Bishop (Jean Tarrant (1920-2010), psicólogo criminal; temporada 6). Ella también fue protagonista invitada en dos rollos de personajes no recurrentes, uno en la temporada 8 y otro en la temporada 9.

### Elenco piloto
- Daniel "Danno" Williams, Detective Sargento - Tim O'Kelly
- Paul Jameson, gobernador - Lew Ayres
- May, secretaria - Mitzi Hoag

## Remake

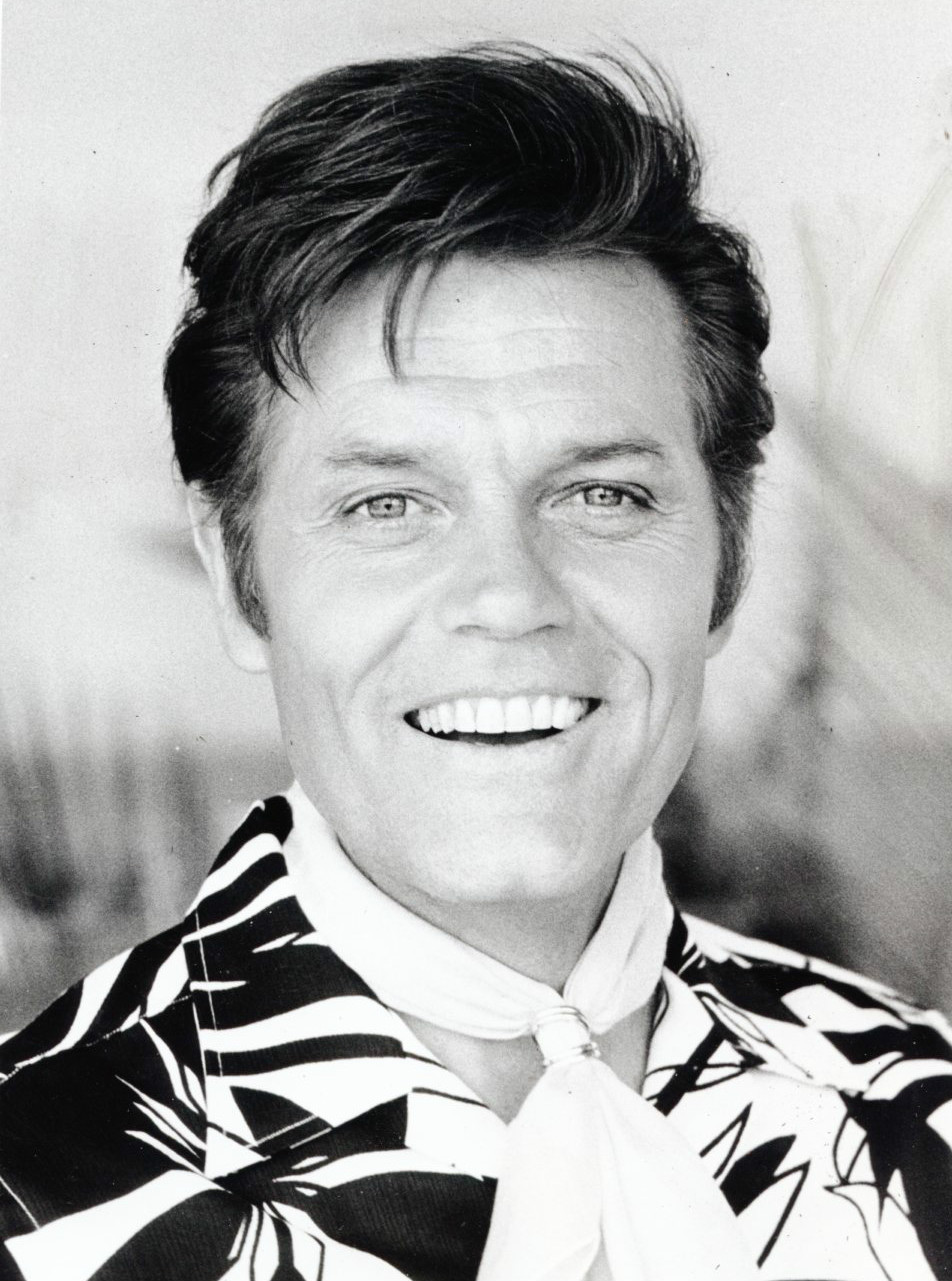
Foto de Jack Lord, actor de Hawaii Five-O. Tomada el 22 de enero de 1974.

El piloto de una hora para una nueva serie se realizó en 1996, pero nunca se emitió. Producido y escrito por Stephen J. Cannell, estelarizado por Gary Busey y Russell Wong como el nuevo equipo Five-O. James MacArthur regresó como Dan Williams, habiéndose convertido en gobernador de Hawái. Varios participantes del Five-O hicieron varios cameos, incluyendo a Kam Fong como Chin Ho Kelly (a pesar de que el personaje había sido asesinado al final de la Temporada 10).
El piloto de una hora para un programa revivido, llamado Hawaii Five-0 (el último carácter es un cero en lugar de la letra "O", que también es el verdadero título de la serie original), emitido el 20 de septiembre de 2010, en la CBS, y a partir de octubre de 2013, la serie se emitirá los viernes por la noche a las 9 PM hora del este, 8 PM hora central. La versión remake de Hawaii Five-0 usa los mismos nombres de personajes principales que el original, y el nuevo Steve McGarrett con el vintage Mercury Marquis de 1974 es el espécimen real conducido por Lord en las últimas temporadas de la serie original. La nueva secuencia de créditos de apertura de la serie es un homenaje al original; La canción del tema se corta a la mitad, de 60 a 30 segundos, pero es una instrumentación por lo demás idéntica. La mayoría de los disparos icónicos se replican, comenzando con el enfoque en helicóptero y el giro de primer plano de McGarrett en el ático del Hotel Ilikai, la góndola del motor a reacción, las caderas de un bailarín de hula, el acercamiento rápido al rostro de la estatua de Lady Columbia en Punchbowl, el primer plano del rostro de la estatua de Kamehameha y el final con la luz azul de una motocicleta. A partir de la temporada 7, se eliminaron muchos de los clips que formaban parte de la apertura original y se incluyeron más tiros de acción del elenco. En el episodio del 19 de marzo de 2012, Ed Asner repitió su papel como "August March", un personaje que interpretó por primera vez en un episodio de 1975. Los clips del episodio de 1975 se incluyeron en el nuevo, a pesar de que la serie de 2010 pretende estar en un universo narrativo diferente al de la serie de Jack Lord.